# David Geisler
David Andreas Geisler (* 25. Oktober 1980 in Wien) ist ein ehemaliger österreichischer Basketballspieler.

## Werdegang
Geisler spielte ab dem elften Lebensjahr Basketball, seine Vereinslaufbahn begann 1994 bei der Sportunion Döbling. 1997 wechselte der 1,86 Meter große Aufbauspieler für eine Saison zum UBBC Wien, im Spieljahr 1998/99 war Geisler Schüler und Basketballspieler an der Red Mountain High School in Mesa im US-Bundesstaat Arizona.
Nach seiner Rückkehr in sein Heimatland stand er von 1999 bis 2010 in Diensten des Bundesligisten UBM Arkadia Traiskirchen. 2000 wurde er mit der Mannschaft Staatsmeister, in den Jahren 2000 und 2001 ebenfalls österreichischer Pokalsieger. Anfang der 2000er Jahre trat Geisler mit Traiskirchen im europäischen Wettbewerb Saporta Cup an. Zwischen 2010 und 2013 verstärkte er den Zweitligisten Mattersburg, mit dem er zweimal die Meisterschaft in der 2. Bundesliga gewann und jeweils als bester Spieler der Finalrunde ausgezeichnet wurde. Auch mit den Vienna D.C. Timberwolves war Geisler in der zweithöchsten Spielklasse des Landes vertreten, er war ab 2013 Spieler der Wiener. 2015 trug er zum Gewinn der Zweitligameisterschaft bei, im Juni 2018 kehrte er dem Leistungsbasketballsport den Rücken. Geisler nahm zwischen 2001 und 2005 an sieben A-Länderspielen teil.
Beruflich wurde Geisler als Sonderschullehrer tätig.